# Periscyphis jannonei
Periscyphis jannonei là một loài chân đều trong họ Eubelidae. Loài này được Arcangeli miêu tả khoa học năm 1940.